# 最強魂
最強魂（さいきょうだましい）は2002年4月1日から2003年3月まで日本テレビ系列で深夜に放送されていた格闘技情報番組である。

## 内容
- 前番組「超K-1宣言!」をリニューアルした番組。毎週格闘技の試合情報や、その選手の素顔に迫る。
- しかし、放送期間中にK-1内部の不祥事が発生したことも重なり、視聴率は激減し事実上「超K-1宣言!」時代から数えて4年半続いた日本テレビの格闘技情報番組は終了した。そして放送終了翌年の2004年を最後に日本テレビはK-1中継からも撤退。

## 出演者
- 関根勤
- 黒沢ゆう子
- 櫻詩歩
- 寺田祐子
- 横島絵美
- 中村美沙子
- 高橋純子
- 神名美季

## ネット局
- 日本テレビ
- 札幌テレビ
- 読売テレビ
- 広島テレビ
- 長崎国際テレビ
- 高知放送
- 青森放送
- テレビ信州
- 北日本放送
- 西日本放送
- 福岡放送
- 静岡第一テレビ
- 中京テレビ
- 熊本県民テレビ
- ミヤギテレビ
- 南海放送
- 福島中央テレビ
- テレビ岩手
- 山口放送

| スタブアイコン | サブスタブ | この項目は、まだ閲覧者の調べものの参照としては役立たない、テレビ番組に関連した書きかけの項目です。この項目を加筆・訂正などしてくださる協力者を求めています（P:テレビ/PJ:放送または配信の番組）。 |